# 幼児キリストと洗礼者聖ヨハネ、二人の天使
『幼児キリストと洗礼者聖ヨハネ、二人の天使』（ようじキリストとせんれいしゃヨハネ、ふたりのてんし、独: Christuskind mit Johannesknaben und zwei Engeln、英: The Infant Christ with John the Baptist and Two Angels）は、フランドルのバロック期の巨匠ピーテル・パウル・ルーベンスが1615-1620年ごろ、同時代のフランドルの画家フランス・スナイデルスの協力を得て、オーク板上に油彩で制作した絵画である。両画家の共同制作になる作品の1つで、人物像はルーベンスが、静物はスナイデルスが描いている。作品は1720年にウィーンの帝室画廊に記録されており、現在は美術史美術館に所蔵されている。

## 作品
ルーベンスとスナイデルスは1610年代の後半以降、花綱や果物籠に関連した主題で数点の絵画を共同で制作している。本作以外には、『ケレスの像』（1615年ごろ、エルミタージュ美術館、サンクトペテルブルク）、『果物綱』（1616-1617年ごろ、アルテ・ピナコテーク、ミュンヘン）、そしてやや少し後の『二人のプットのいる果物と花の飾り』（1620-1630年、プラド美術館、マドリード）などが挙げられる。
本作で、ルーベンスは主題を神話からキリスト教へと変更しているが、絵画の大きさは『ケレスの像』、『果物綱』より小さい。幼児イエス・キリストと洗礼者聖ヨハネの背後にいる翼の生えた天使は、明らかに『ケレスの像』におけるプットたちと類似性を持つ。一方、イエスとヨハネは、『果物綱』で腰をおろす2人の幼い少年と容貌の点で明らかに似ている。なお、イエスとヨハネのポーズは古代彫刻の影響を示している。
幼いヨハネは左手で仔羊を抑えており、右手でブドウを一房持っている。これらのモティーフは、ルーベンスによって描かれたのかもしれない。しかし、右下の果物籠は、スナイデルスのモティーフの特徴的な例を示している。このモティーフは、スナイデルスが長い画業を通じて、自身の独立した作品に組み込んだものであった。

## ギャラリー

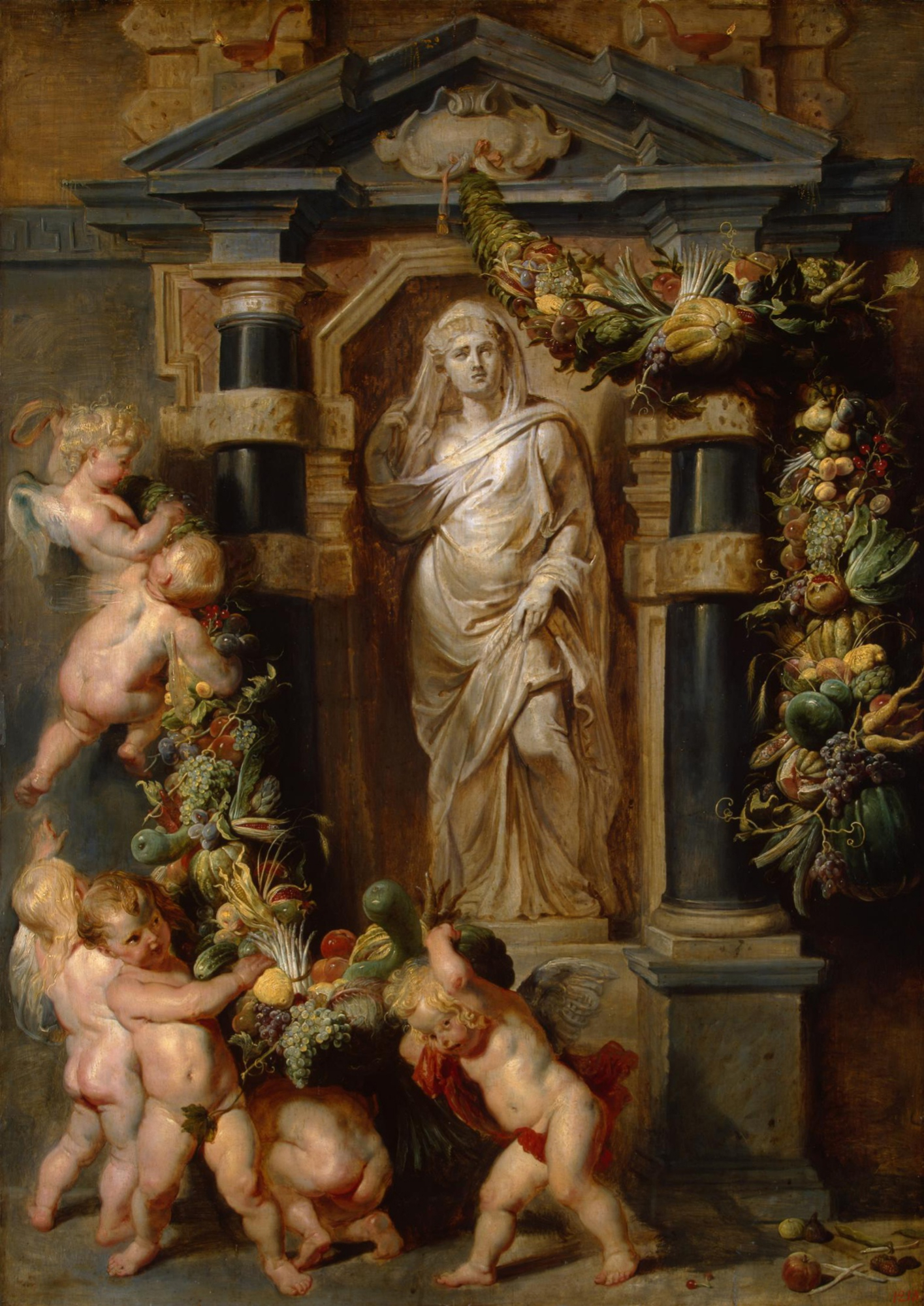
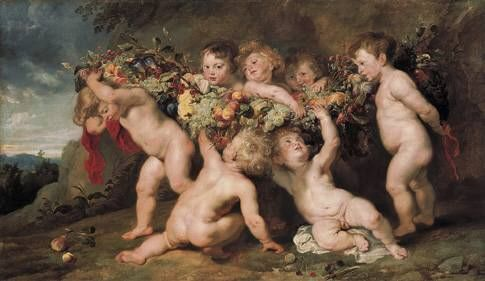
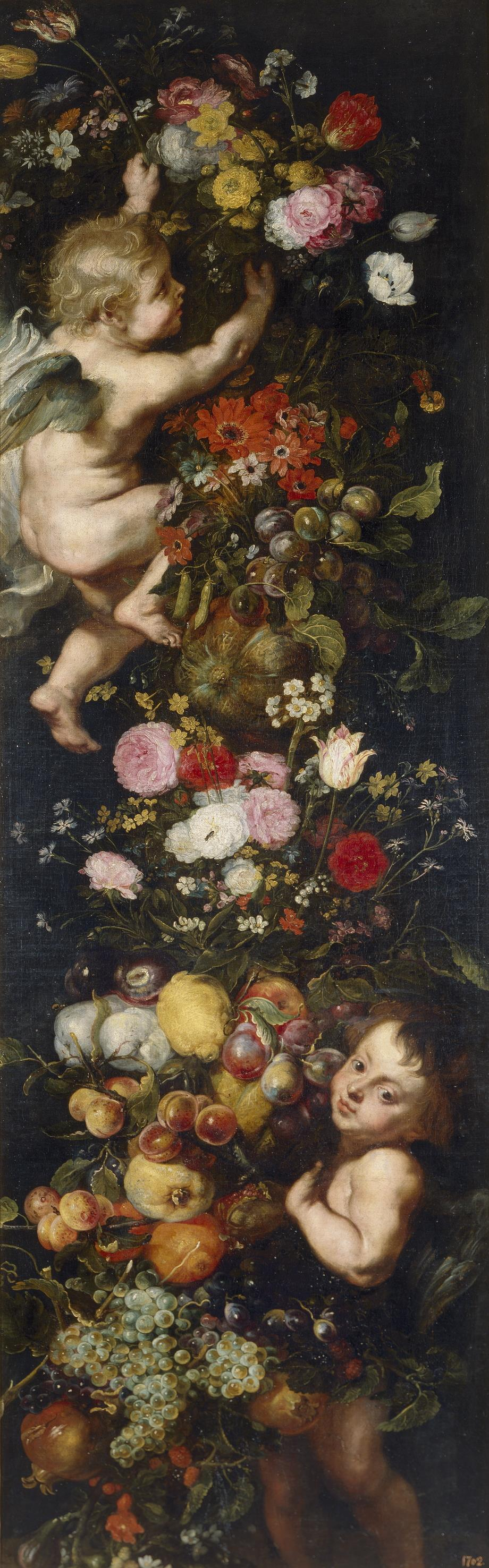

左：ルーベンス、スナイデルス『ケレスの像』（1615年ごろ）、エルミタージュ美術館、サンクトペテルブルク
中央：ルーベンス、スナイデルス、ヤン・ウィルデンス『果物綱』（1616-1617年ごろ）、アルテ・ピナコテーク、ミュンヘン
右：ルーベンス (工房)、スナイデルス、ヤン・ブリューゲル (父)『二人のプットのいる果物と花の飾り』（1620-1630年ごろ）、プラド美術館、マドリード